# صبرستان (جماعت)
صَبرِستان (پیشتر: فرونزه) جماعت و شهرکی در شمال غربی تاجیکستان است که در ناحیهٔ استروشن ولایت سغد قرار دارد. جمعیت این جماعت ۱۱٬۰۵۸ نفر است.